# Târgu Bujor
Târgu Bujor er en by i distriktet Dolj i Rumænien. Den administrerer to landsbyer, Moscu og Umbrărești. Den er beliggende i den historiske region Vestmoldavien.
Byen har 5.946 (2021) indbyggere.

## Beliggenhed
Târgu Bujor ligger i den sydlige del af den moldaviske højslette (Podișul Moldovei) ved udløbet af en bæk i den lille flod Chineja. Distriktets hovedstad Galați ligger ca. 50 km mod syd.

## Historie
De ældste arkæologiske fund går tilbage til omkring 12.000 f.Kr. Târgu Bujor blev første gang nævnt i et dokument i 1775. I 1844 fik landsbyen markedsrettigheder, og i 1968 blev den udnævnt til by.
De vigtigste økonomiske aktiviteter er landbrug (især vindyrkning) og fødevareforarbejdning.